# Клоз, Франтишек
Франтишек Клоз (чеш. František Kloz; 19 мая 1905[…], Млекосрбы[…] — 13 июня 1945[…], Лоуни) — чехословацкий футболист, нападающий. Выступал за сборную Чехословакии. Лучший бомбардир чемпионата Чехословакии (1930, 1937). Участник Пражского восстания. Почётный гражданин города Кладно.

## Клубная карьера
Родился в деревне Млекосрби в бедной семье. Воспитывался вместе со старшим на два года братом. Когда Франтишеку было пять лет, из-за несчастного случая на заводе газировки погиб его отец.
Клоз начал футбольную карьеру в 1920 году в клубе «Новый Быджов». Впоследствии играл за «Хлумец-над-Цидлиноу». Параллельно с футболом учился в стекольной мастерской города Йичин, однако окончательно бросил обучение в 1926 году. Тогда он присоединился к «Славую» из Роуднице-над-Лабем, с которым играл в третье лиге, а впоследствии стал игроком «Роуднице» из первой лиги «Б».
Его стиль игры не нравился товарищам по команде, поскольку он редко играл в пас и старался самостоятельно прорваться сквозь оборону соперника. При этом он делал упор не на дриблинг, а на скорость, стараясь пробросить мяч сквозь защитников. За эту манеру игры он получил прозвище «Кониклек» (Koniklec).
В 1928 году его заметили представители клуба «Кладно» из высшей лиги Чехословакии. Для заключения контракта была отправлена делегация с инструкцией подписать футболиста, игравшего на позиции правого нападающего. Тем не менее в матче, куда прибыла делегация, Клоз сыграл левого нападающего, а его позицию занял Френгль с которым «Кладно» и заключило контракт. Тем не менее ситуация с Клозом разрешилась в течение двух месяцев, после чего он получил право защищать цвета нового клуба. Одним из инициаторов его приглашения стал один из спонсоров Йозеф Нойман, владевший собственной клиникой. Нойман вначале устроил футболиста своим личным водителем, а затем он стал работать в его клинике медбратом.
В сезоне 1929/30 Клоз стал лучшим бомбардиром лиги с 15 голами. Благодаря этому достижению в 1930 году его пригласили в пражскую «Славию». Впоследствии он возвращается в «Кладно» и вновь покидает команду в 1933 году, отправившись в столицу, где присоединяется к «Спарте». Вместе с командой сыграл на Кубке Митропы, где суммарно забил 5 мячей в ворота венгерской «Хунгарии» и итальянской «Амброзианы-Интер». По итогам турнира чехословацкий футболист разделил звание лучшего бомбардира с Джузеппе Меацца, Раймундо Орси и Маттиасом Синделаром.
В 1934 году он в третий раз вернулся в «Кладно» и в сезоне 1936/37 он во второй раз становится лучшим бомбардиром лиги, забив 28 мячей. В сентябре 1934 года вместе с «Кладно» принял участие в турне по США. Чехословацкая команда провела за океаном 9 игр (5 побед, 2 ничьи, 2 поражения), а Клоз стал главным бомбардиром команды, отметившись в одном из матчей пятью голами. В составе «Кладно» также дважды участвовал в Кубке Митропы в 1934 и 1938 годах, однако чехословацкий коллектив в турнире останавливался на стадии 1/4 финала.
Клоз в Кладно также играл в хоккей, приняв участие 18 товарищеских матчах и забив 9 шайб.
После начала нацистской оккупации Чехословакии стал проводиться чемпионат Богемии и Моравии. Первоначально Клоз продолжал играть за «Кладно», а впоследствии защищал цвета команд «Сланы», «Славоя» и «Винаржице». Свой последний матч провёл 1 мая 1945 года, отметившись хет-триком.
Клоз с 168 голами занимает четвёртое место в списке лучших бомбардиров чемпионата Чехословакии за всю его историю.

## Карьера в сборной
Дебют в составе национальной сборной Чехословакии состоялся 28 октября 1929 года в товарищеском матче против Югославии (4:3), где Клоз стал автором одного гола. На Кубке Центральной Европы в игре против Венгрии отметился покером, а матч в итоге завершился победой со счётом 5:2. В последний раз за Чехословакию сыграл 1 декабря 1937 года в товарищеской игре против Англии (4:5).
Всего за национальную сборную провёл 10 матчей и забил 6 голов.

## Смерть

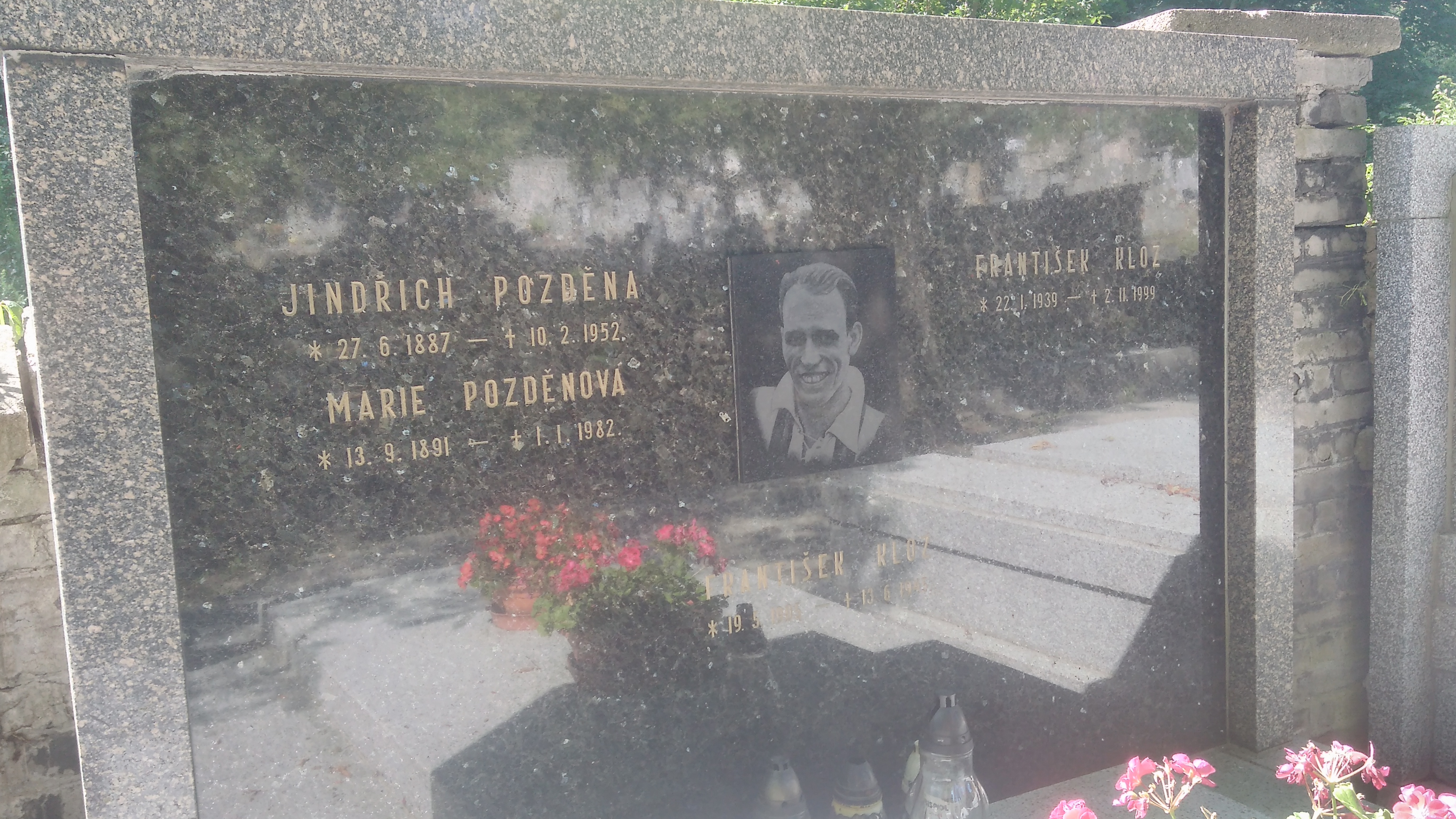
Могила Клоза

С началом Пражского восстания 5 мая 1945 года Клоз присоединился к группе чешских партизан. Спустя два дня, 7 мая, получил ранение близ села Гвиждялка, когда его группа пыталась захватить немецкие склады.
К вечеру Клоз был доставлен в больницу города Лоуни с раздробленными костями и мышцами правого бедра, а также сильным кровотечением. Несмотря на переливание крови состояние его здоровья ухудшилось из-за гангрены. Врачи настаивали на ампутации ноги, но Клоз долгое время не соглашался, а когда такое радикальное решение было принято, то врачи были уже бессильны. Клоз скончался 13 июня в возрасте 40 лет.
Похоронен в семейной могиле на кладбище в Кладно. В 1999 году рядом с ним был похоронен его сын.

## Память

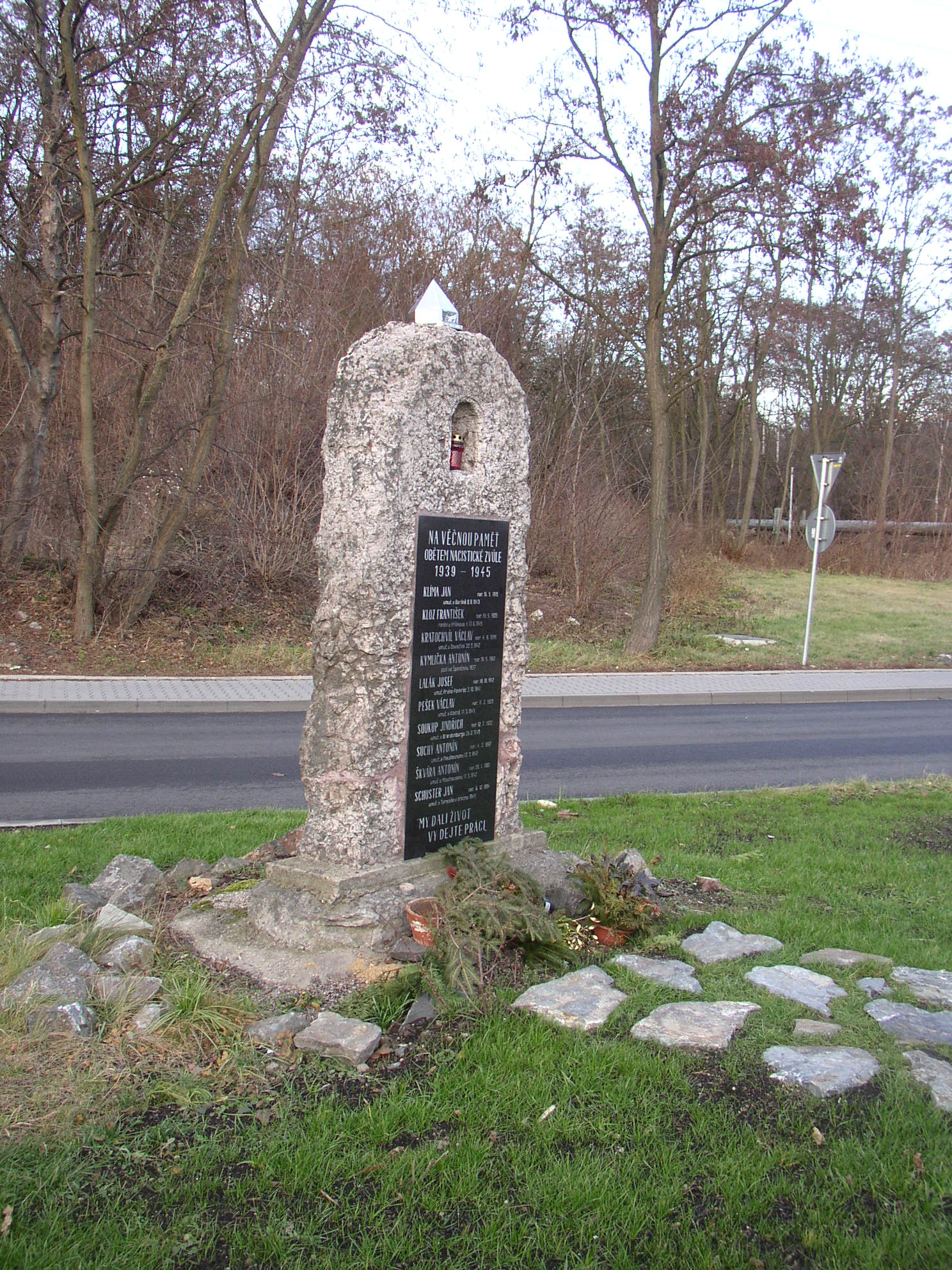
Памятник чешским антифашистам в Кладно

Имя Франтишека Клоза высечено на памятнике борцам-антифашистам в микрорайоне Энгерт города Кладно. Писатель Ота Павел посвятил погибшему футболисту рассказ «Последний матч Франтишека Клоза».
Стадион клуба «Кладно» с 1969 года носит имя Франтишека Клоза. Прилегающая к стадиону улица также названа в честь нападающего «Кладно».
20 сентября 2011 года Клозу было присвоено звание почётного гражданина Кладно.

## Личная жизнь
Со своей будущей супругой Йиндржишкой познакомился на приёме у зубного врача, где она работала помощником. На момент знакомства ей было 15 лет и она училась в школе. 7 сентября 1938 года пара расписалась. В браке родилось двое сыновей. После смерти мужа Йиндржишка никогда более не выходила замуж.

## Достижения
- Лучший бомбардир чемпионата Чехословакии: 1929/30, 1936/37
- Лучший бомбардир Кубка Митропы: 1933

## Статистика
| Сезон   | Д     | Клуб           | М   | Г   |
| ------- | ----- | -------------- | --- | --- |
| 1928/29 | Д1    | Кладно         | 10  | 6   |
| 1929/30 | Д1    | Кладно         | 13  | 15  |
| 1930/31 | Д1    | Кладно         | 11  | 8   |
| 1930/31 | Д1    | Славия (Прага) | 2   | 2   |
| 1931/32 | Д1    | Славия (Прага) | 2   | 1   |
| 1931/32 | Д1    | Кладно         | 8   | 3   |
| 1932/33 | Д1    | Кладно         | 18  | 19  |
| 1932/33 | Д1    | Спарта (Прага) | 1   | 0   |
| 1933/34 | Д1    | Спарта (Прага) | 1   | 0   |
| 1933/34 | Д1    | Кладно         | 13  | 16  |
| 1934/35 | Д1    | Кладно         | 19  | 20  |
| 1935/36 | Д1    | Кладно         | 23  | 20  |
| 1936/37 | Д1    | Кладно         | 22  | 28  |
| 1937/38 | Д1    | Кладно         | 18  | 15  |
| 1938/39 | Д1    | Кладно         | 14  | 18  |
| 1939/40 | Д1    | Кладно         | 12  | 4   |
| 1940/41 | Д1    | Кладно         | 3   | 3   |
| Всего   | Всего | Всего          | 190 | 178 |